# Jeneba Tarmoh
Jeneba Sylvia Tarmoh (Los Angeles, 27 september 1989) is een Amerikaanse atlete, die is gespecialiseerd in de sprintnummers. Ze vertegenwoordigde haar vaderland eenmaal op de Olympische Spelen en veroverde bij die gelegenheid olympisch goud.

## Carrière
Tarmoh won de gouden medaille op de 100 m en de 4 x 100 m estafette tijdens de wereldkampioenschappen voor junioren van 2008 in Bydgoszcz.
Bij haar internationale seniorendebuut, op de wereldkampioenschappen van 2011 in Daegu, strandde de Amerikaanse in de series van de 200 m.
Op de US Olympic Trials 2012 in Eugene eindigde Tarmoh, na bestudering van de finishfoto, samen met Allyson Felix ex aequo op de derde plaats, nadat ze in eerste instantie was uitgeroepen tot winnares van het brons. De topdrie van de US Olympic Trials kwalificeerden zich voor de Olympische Spelen in Londen, de USATF had echter geen regels opgesteld voor dit scenario. Na overleg besloot de USATF tot een run-off, waar Tarmoh in eerste instantie mee instemde, maar zich later voor afmeldde en de plek aan Felix afstond. Tarmoh reisde wel af naar Londen als lid van de estafetteploeg op de 4 x 100 m. In Londen liep ze samen met Tianna Madison, Bianca Knight en Lauryn Williams in de series, in de finale veroverden Madison en Knight samen met Allyson Felix en Carmelita Jeter de gouden medaille. Voor haar aandeel in de series werd Tarmoh eveneens beloond met de gouden medaille.

## Titels
- Wereldkampioene junioren 100 m - 2008
- Wereldkampioene junioren 4 x 100 m - 2008
- NACAC U23-kampioene 100 m - 2010
- Amerikaans kampioene 200 m - 2014

## Persoonlijke records
Outdoor
| Afstand | Tijd             | Datum        | Plaats     |
| ------- | ---------------- | ------------ | ---------- |
| 100 m   | 10,93 (+1,8 m/s) | 21 juni 2013 | Des Moines |
| 200 m   | 22,28 (+1,0 m/s) | 26 juni 2011 | Eugene     |

Indoor
| Afstand | Tijd  | Datum            | Plaats       |
| ------- | ----- | ---------------- | ------------ |
| 60 m    | 07,22 | 11 februari 2012 | Fayetteville |
| 200 m   | 22,88 | 26 februari 2011 | Lincoln      |

## Palmares

### 100 m
- 2008:  WJK - 11,37 s
- 2014:  FBK Games - 11,12 s

### 200 m
- 2006: 7e WK B-junioren - 23,96 s
- 2011: 6e ¼ fin. WK - 23,60 s
- 2013: 5e WK - 22,78 s (in ½ fin. 22,70 s)

### 4 x 100 m
- 2008:  WJK - 43,66 s
- 2012:  OS - 40,82 s (WR)[2]
- 2013:  WK - 42,75 s